# ملی‌گرایی ایرانی
ملی‌گرایی ایرانی یا ناسیونالیسم ایرانی به معنی ملی‌گرایی در میان مردمان ایرانی و کسانی که هویت ملی ایرانی دارند می‌باشد. این مفهوم شامل ارج نهی به نمادها و عوامل همبستگی ملی و کوشش در به ارمغان آوردن آن است. ملی‌گرایی ایرانی برآمده از جنبش‌های سیاسی، اجتماعی، ملی و پندارگونه پدید آمده از مهر و احترام به فرهنگ، زبان و تاریخ و سرگذشته ایرانی و شور بالیدن و افتخار به ایران و مردمان ایرانی است. گرچه خودآگاهی ملی در ایران سده‌ها دیرینگی دارد، ملی‌گرایی ایرانی و باستان‌گرایی بیشتر از اواخر سده نوزدهم و سده بیستم بدین سوی نماد برجسته‌ای برای گرایش‌های ایرانی بوده است.

## تاریخ

### روزگار قاجار - آغاز ملی‌گرایی نوین
جنبش ملی نوین ایران، از دهه‌های پایانی سده ۱۹ آغاز شد. ناسیونالیسم ایرانی در بنیان واکنشی به استعمار اروپای سده نوزدهم در منطقه خاورمیانه است که به از دست رفتن سرزمین‌های ایران قاجار در قفقاز فرجامید. در دوره سده نوزدهم، از راه جنگ روسیه و ایران (۱۸۰۴–۱۸۱۳) و جنگ روسیه و ایران (۱۸۲۶–۱۸۲۶) و پیمان‌نامه گلستان و پیمان‌نامه ترکمنچای، ایران ناگزیر شد از سرزمین قفقاز شمالی و قفقاز جنوبی که اکنون گرجستان، داغستان، جمهوری آذربایجان و ارمنستان را پدیدار می‌سازد دست بکشد و آن را به امپراتوری روسیه واگذار کند. این سرزمین‌ها برای قرن‌ها همواره بخشی از ایران بودند.
انگیزه آغازین این افراد، برای نمونه پایان‌بخشیدن به سیستم تصرف زمین‌های فئودالیستی، بی پروایی دولت و فساد و ناکارآمدی سازمانی اداری و همچنین واگذاری سرمایه‌های ملی به بیگانگان بود.
یکی از کلیدی‌ترین و برجسته‌ترین پیشگامان ناسیونالیسم ایرانی روزگار قاجار، میرزا فتحعلی آخوندزاده بود که در خانواده‌ای ملّاک در قفقاز زاده شده بود و از آذری‌های ایرانی بود.

### ملی‌گرایی نوین

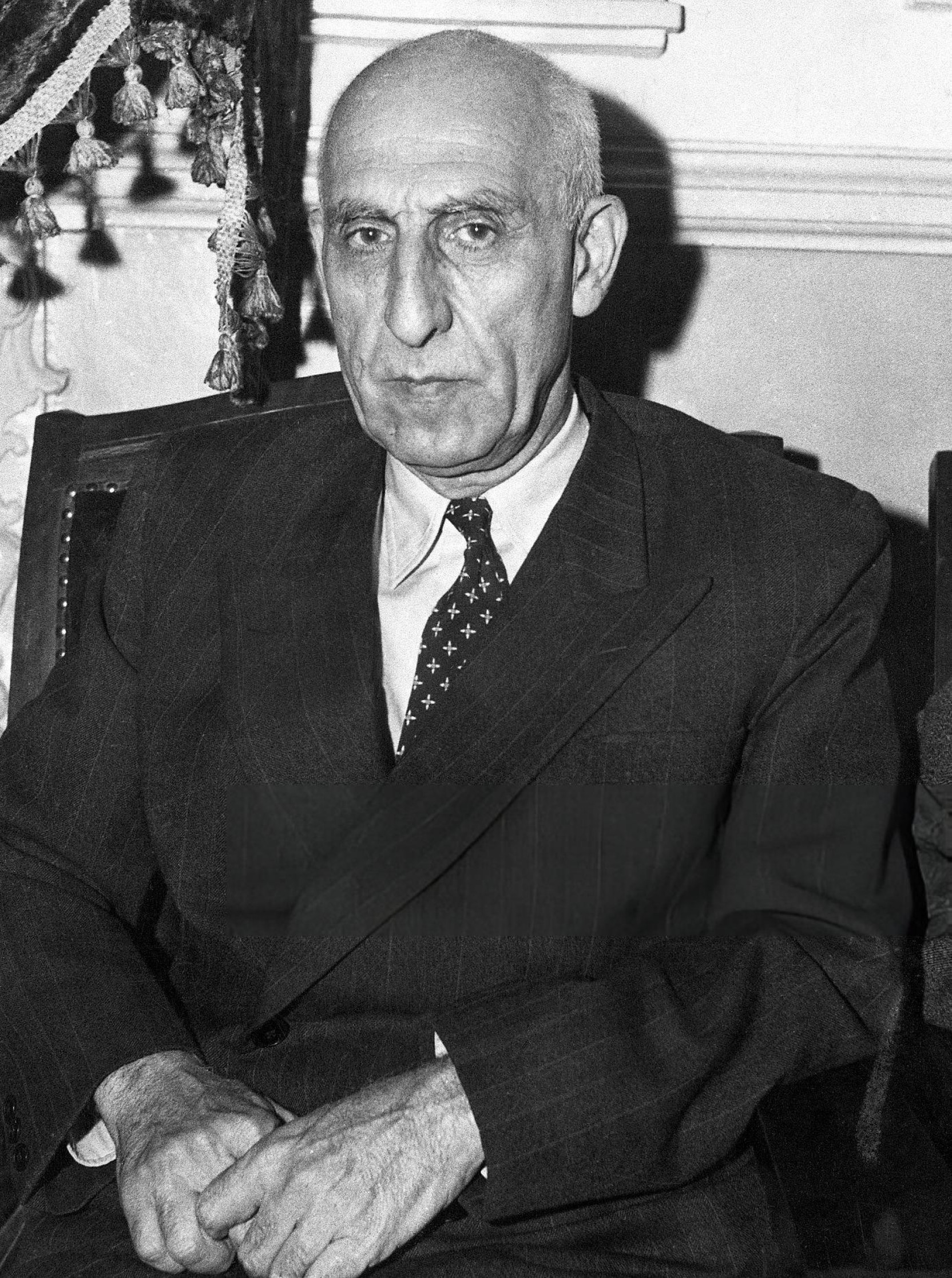
محمد مصدق

ناسیونالیسم مدرن در ایران به سال ۱۹۰۶ برمی‌گردد، هنگامی که در نتیجه انقلاب مشروطه، مجلس ملی پدیدار شد. رضا شاه، با تزریق آن به یک ایدئولوژی کاملاً سکولار و کمرنگ شدن نفوذ اسلام بر ایران، به شکل ناسیونالیسم ایرانی کمک کرد. شاه با ادغام سیاست‌های حقوقی اروپا به جای دادگاه‌های اسلامی، باعث کارایی بوروکراسی دولت شد و حس قوی ملی‌گرایی ایرانی را ارتقا داد. علاوه بر این، رضا شاه در صدد تغییر نام شهرهای مختلف برای احترام به پادشاهان پیش از اسلام و قهرمانان اساطیری بود و با کوشش برای مدرن کردن ایران همچنان به کاهش قدرت روحانیان ادامه داد. بدین ترتیب سلسله پهلوی به طرز برگشت‌ناپذیری در راه تزریق کشور با شکلی از ناسیونالیسم سکولار قرار گرفت، مسیری که سرانجام آن را در تضاد با طبقه روحانی کشور قرار داد. تأثیر ناسیونالیسم ایرانی در تصمیم‌گیری در جنبش ۱۹۵۱ ملی سازی نفت ایران، غیرقابل انکار است.
در سال ۱۳۳۰ مصدق برنامه ملی سازی نفت را اجرایی کرد ولی تحریم‌های بین‌المللی باعث مشکلات اقتصادی شدیدی در کشور شد و در نهایت به وسیله کودتای ۲۸ مرداد، حکومت مصدق پایان یافت. پس از آن با همراهی ایالات متحده، محمدرضا شاه کنترل را از سر گرفت و از افزایش قیمت بنزین برای گسترش مدرنیزاسیون در ایران استفاده کرد.
هم‌اکنون پویش ملی‌گرایی ایرانی غالباً بر تاریخ پیش از اسلام ایران متمرکز شده است. در قرن بیستم، جنبه‌های مختلف این ملی‌گرایی رمانتیک توسط دودمان پهلوی که عناوینی همچون آریامهر بر خود نهاده بودند ایجاد شده است.

## احزاب ملی‌گرای ایرانی
- حزب پان ایرانیست (تأسیس ۱۳۲۰، ممنوع در داخل ایران)
  - حزب ایران (تأسیس ۱۳۲۲، ممنوع در داخل ایران)
  - جبهه ملی ایران (تأسیس ۱۳۲۷، ممنوع در داخل ایران)
  - حزب مردم ایران (تأسیس ۱۳۲۷، ممنوع در داخل ایران)
- حزب ملت ایران (تأسیس ۱۳۲۹، ممنوع در داخل ایران)
- حزب سومکا (تأسیس۱۳۳۰، ممنوع در داخل ایران)
- نهضت آزادی ایران (تأسیس ۱۳۳۹، ممنوع در داخل ایران)
- حزب مرز پرگهر (تأسیس ۱۳۷۶، ممنوع در داخل ایران)
- شورای فعالان ملی-مذهبی ایران (تأسیس ۱۳۷۸، ممنوع در داخل ایران)
- حزب سوسیال دموکرات و لائیک ایران (تأسیس ۱۳۹۹، ممنوع در داخل ایران))

### احزاب منحل شده
- جمعیت ترقی‌خواهان ایران (۱۲۸۷–۱۲۸۹)
- فرقه عامیون (۱۲۸۸–۱۲۸۹)
- حزب تجدد (۱۲۹۸–۱۳۰۵)
- حزب ایران نو (۱۳۰۵)
- حزب ترقی (۱۳۰۶–۱۳۱۱)
- حزب میهن (۱۳۱۸–۱۳۲۴)
- حزب عدالت (۱۳۲۰–۱۳۲۵)
- حزب کبود (۱۳۲۰–۱۳۳۱)
- نهضت خداپرستان سوسیالیست (۱۳۲۱–۱۳۳۸)
- حزب آریا (۱۳۲۴–۱۳۳۱)
- حزب وحدت ایران (۱۳۲۴–۱۳۲۶)
- حزب نیروی سوم (۱۳۲۶–۱۳۳۸)
- جامعه سوسیالیست‌های نهضت ملی ایران (۱۳۳۸–۱۳۶۰)
- جبهه دموکراتیک ملی ایران (۱۳۵۷–۱۳۵۹)
- حزب ایرانیان (۱۳۴۹–۱۳۵۲)
- حزب میهن‌پرستان (ایران) (۱۳۲۰–۱۳۲۲)
- گروه آرش (۱۳۲۲–۱۳۲۲)
- جمعیت ترقی‌خواهان ایران (۱۲۹۸)